# Тиана
 Тази статия е за древния град в Кападокия.  За селото в Сардиния вижте Тиана (Италия).  
Tиана или Тяна (на старогръцки: Τύανα, на хетски Туванува) е древен град в анатолийското плато – най-южният античен град на Кападокия. Руините му се намират в южния централен регион на Турция, в близост до град Бор.
Древният град е бил център на лувийската езикова общност по времето на сирохетските царства в началото на 1-вото хилядолетие пр.н.е. На практика това било най-северно разположеното селище по това време – отвъд Юдейската порта.
През хетския период, в средата на 2-рото хилядолетие пр.н.е. Туванува е сред основните градски центрове в региона, заедно с Хуписна, Ланда, Сасара, Хувасана и Куниявани:с. 47. Южният анатолийски регион е сочен в хетските източници като долна земя, а населението му е главно лувийско. След разпадането на Хетското царство Туванува е столица на независимо царство от края на 8 век пр.н.е., като един от известните ѝ по име владетели бил Варпалава (в асирийските източници – Урбала):с. 97 – 8. Той фигурира в няколко йероглифни лувийски надписи, открити в региона, включително в един монументален надпис в Ивриз. Лувийският владетел е на първо място в списъка на платците на трибут на асирийския цар Тиглатпаласар III и по-късно на Саргон II:с. 98. Наследен е от сина си Мувахарани, чието име се появява в друг паметник, открит край Нигде. 
Древногръцката и римската историография и митология сочат, че името Тиана идва от тракийския цар Тоас – неин основател (Ариан, Periplus Ponti Euxini, vi), както и че градът се намира в Кападокия, в подножието на планината Тавър и в близост до киликийските поселения (Страбон, XII, 537, XIII, 587). Ксенофонт го споменава в книгата си Анабазис като голям и проспериращ град под името Дана. Околната равнина е известна по името на града като Тянитис.
Тиана е родното място на прочутия философ (известен освен това и като светец и маг) Аполоний Тиански. Овидий (Метаморфози VIII) записва Филемон и Бавкида в Тянитис. С указ на римския император Каракала градът е наречен Антониана Колония Тяна. След като градът взема страната на царицата на Палмира – Зенобия, римският император Аврелиан повежда военна кампания и завладява града и царството през 272 г., като Зенобия е пленена и показана окована в златни вериги на триумф през 274 г. Прекарва остатъка от живота си във вила в Тибур, старото име на Тиволи, близо до Рим.
През 372 г. император Валент разделя провинция Кападокия на две, и Тяна става столица на новообразуваната римска провинция Кападокия Секунда. В късната античност градът е известен също като Христополис (на гръцки: Χριστούπολις, „град на Христос“).
След мюсюлманските завоевания и установяването на границата между Византийската империя и Арабския халифат по протежение на планината Тавър, Тиана придобива стратегическо значение на опорен пункт и военна база, поради местоположението си по пътя към Киликия и Сирия през Юдейската порта, която започва на около 30 км на юг от града. :с. 275 – 281. В ранното средновековие градът често е жертва на мюсюлмански набези. Тиана е овладяна за първи път от Омаядите след продължителна обсада в 708 г., след което районът за известно време се обезлюдява, но след това градът е възстановен. Впоследствие е отново завоюван от абасидския халиф Харун ал-Рашид през 806 г. Той го превръща в своя военна база, като дори издига джамия, но по време на византийската реконкиста, византийският император Никифор I го връща в пределите на своята империя по силата на мирен договор:с. 145. Впоследствие градът е превзет наново и разрушен при абасидска офанзива начело с Ал Аббас ибн ал-Мамун в 831 г.:с. 341 За три години Аббас го възстановява като военна колония на Абасидите в рамките на подготовката за планираното завладяване на Византия, но след внезапната смърт на ал-Мамун през август 833 г. кампанията е изоставена от неговия наследник Ал-Мутасим и този град е сринат отново в рамките на военните действия в района:с. 275 – 281.
Градът е в упадък след 933 г., като след отпадането на арабската заплаха неговото значение (най-вече във военно отношение) намалява. Върху руините на Тиана селджуците създават Кемерхисар, чиито руини днес се намират на три мили южно от Нигде. В района има останки и от римски акведукт, катакомби и погребални пещери.
След въвеждането на християнството за държавна религия в Римската империя, са известни имената на 28 епископи на Тиана.